# Lancaster, Kalifornija
Lancaster je grad u američkoj saveznoj državi Kaliforniji, koji upravno pripada okrugu Los Angeles. 

## Zemljopis
Lancaster je 9. po veličini grad u okrugu Los Angeles i deveti najbrže rastući grad u SAD-u.
Grad se prostire na 243,9 km², od čega je kopneno područje 243,5 km², a vodeno područje 0,4 km². Nalazi se na nadmorskoj visini od 719 metara, 112 km sjeverno od Los Angelesa u južnoj Kalifornijskoj dolini Antelope.

## Povijest
Lancaster je naseljen u kasnom 19. stoljeću. Podrijetlo imena grada predmet je rasprave među povjesničarima, ali se pretpostavlja da je ime dobio po Lancasteru u Pennsylvaniji ili Lancasteru u Engleskoj.
Naselje je raslo brzo, a pogotovo na prijelazu u 20. stoljeće, kada su istovremeno otkriveni zlato i boraks u planinama oko Antelope doline. Grad je danas poznat po avioindustriji.

## Stanovništvo
Prema popisu stanovništva iz 2000. godine grad je imao 118.718 stanovnika, 38.224 domaćinstava i 27.674 obitelji. Prosječna gustoća naseljenosti je 487 stan./km².
Prema rasnoj podjeli u gradu živi najviše bijelaca, 62,82%, Afroamerikanaca ima 16,01%, Azijata 3,81%, Indijanaca 1,02%, stanovnika podrijetlom s Pacifika 0,23%, ostalih rasa 11,11%, te izjašnjenih kao dvije ili više rasa 5,00%. Od ukupnoga broja stanovnika njih 24,13% su latinoamerikanci ili hispanoamerikanci.

## Vanjske poveznice
- Službene stranice grada (engl.)